# Сицилија (тема)
Тема Сицилија (грчки: Θέμα Σικελίας — Тема Сикелиас) је била византијска војно-цивилна провинција (тема) која је постојала од краја 7. века до 10. века која је обухватала острво Сицилију и регион Калабрије на Апенинском полуострву. Након муслиманског освајања Сицилије, од 902. Тема је била сведена само на област Калабрије, али је задржала свој оригинални назив све до средине 10. века.

## Историја
Након Велизаровог поновног ослобађања сицилије од острогота од 535-536. године, од Сицилије је формирана посебна покрајина којом је управљао претор, док се војска налазила под комадом дукса.Стратег (војни заповедник) се према арапским изворима налазио на осрву између 687. и 695. године, и од тога времена је острво највероватније организовано у тему.
Седиште теме налазило се у Сиракузи, традиционално сматрао средиштем и најважнијим градом острва Сицилије. Она није обухватала само острво, које је било подељено на мање подтеме познате као турмаи, већ се простирала и на копнени део калабрије (Грчки: δουκᾶτον Καλαυρίας, доукатон Калавриас), кока се простирала приближно до реке Крати.
Поред тога, стратег сицилије постојали су и неки други видови власти које су варирале у зависности од политичких прилика на месном нивоу, у виду аутономних војводстава као што су Напуљ, Гаета и Амалфи.
Муслиманско освајање острва започето је 826. године. Након пада Сиракузе и освајања Таормина 902. године, стратег се тада преместио у Регион главни град Калабрије. Током прве половине 10. века, Византијци су покренули низ неуспелих експедиција како би повратили острво и одржали неколико својих изолованих упоришта у близини Месине све до 965. године, када Ромета, последње византијско упориште, пало. Звање “Стратега Сицилије” задржало се ко званични назив све од средине 10. века, када “Стратези Калабрије” почињу да се спомињу у као носиоци власти.